# Hiéroglyphe égyptien S14A
L'or et sceptre Ouas, en hiéroglyphes égyptiens, est classifié dans la section S « Couronnes, vêtements, sceptres, etc. » de la liste de Gardiner ; il y est noté S14A.

## Représentation
Il représente la combinaison en monogramme d'un collier d'or et de perle (hiéroglyphe S12) sur un sceptre Ouas (hiéroglyphe S40). Il est translittéré ḏˁm.

## Utilisation
| S12 |

| S12 |

| S40 |

| S40 |

| S14A |

| S14A |

| S14A |

| S14A |

| S40 |

| S40 |

| S14A |

| S14A |

| S14A |

| S14A |

« or fin, or blanc, électrum ».